# Ole Molin
Ole Molin (* 23. Juni 1936 in Nørrebro; † 24. Februar 2024) war ein dänischer Jazzmusiker (Gitarre, auch Komposition).

## Leben und Wirken
Molin spielte zu Beginn seiner Karriere Mitte der 1950er-Jahre im Quartett des Saxophonisten Max Brüel. Von 1967 bis 1976 gehörte er zur Big Band von Danmarks Radio und arbeitete daneben im Jazzhus Montmartre und weiterhin an mehreren Theatern – u. a. war er mit dem ABC Theater in Frederiksberg verbunden. 1971 wirkte er bei der Aufnahme der Musik für das Ballett „Triumph of Death“ mit Savage Rose im Königlichen Theater mit. Des Weiteren arbeitete er mit Jazzmusikern wie Finn Savery, Sahib Shihab, Birgit Brüel, Ib Glindemann, Ben Webster, Stéphane Grappelli/Svend Asmussen, Rolf Billberg, Kenny Drew senior/Niels-Henning Ørsted Pedersen, Jesper Thilo/Finn Otto Hansen, Dexter Gordon, Ole Kock Hansen, Karin Krog/Nils Lindberg, Finn Ziegler, Erling Kroner, Torolf Mølgaard und Louis Hjulmand.
1981 legte Molin bei RCA Victor die LP Ole Molin’s Trio vor, aufgenommen mit Aage Tanggaard und Mads Vinding. 1980 wurde er mit dem Ben Webster Prize ausgezeichnet. Im Bereich des Jazz war er laut Tom Lord zwischen 1956 und 1982 an 50 Aufnahmesessions beteiligt.
Molin, der einen großen Teil seines Lebens in Kopenhagen verbrachte, zog 2020 nach Langeland, wo er bis zu seinem Tod 2024 lebte.